# А’Design Award

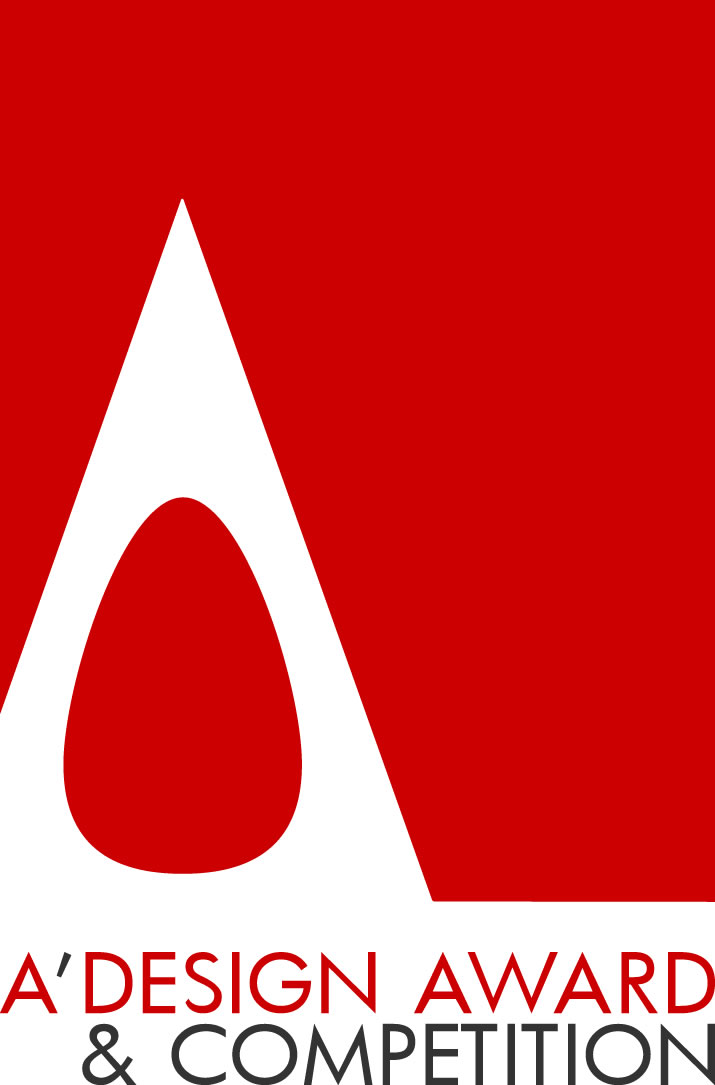
Логотип премии A'Design Awards

A’Design Award – престижная международная премия в области дизайна. Учреждена в 2009 году, штаб-квартира находится в г. Комо, Италия.

## Номинации
Премия А’Design присуждается ежегодно в широком спектре номинаций и категорий, которые подразделяются, в свою очередь, на несколько разделов.
Ниже представлены самые популярные категории A' Design Award & Competition:
- Дизайн внутренних пространств
- Архитектура, Проектирование зданий и сооружений
- Дизайн упаковки
- Дизайн Мебели
- Графика, Иллюстрация и Визуальный коммуникационный дизайн
- Световые продукты и Световые проекты
- Дизайн цифровых и электронных устройств
- Ювелирные изделия и Дизайн часов
- Декоративно - прикладное искусство
- Дизайн бытовой техники
- Транспортные средства и Мобильность
- Дизайн посуды

См. полный список номинаций на сайте премии.

## Методология судейства и жюри
В основу премии A’Design Award были заложены научные исследования на основе тщательного анализа более тысячи конкурсов в области дизайна, а также этнографические исследования и опросы более пяти сотен дизайнеров и компаний, которые принимают участие в подобных конкурсах. В результате была создана наиболее совершенная и объективная многоуровневая методология судейства.
Все поданные заявки, прошедшие формальную экспертизу, независимо и анонимно оцениваются тремя группами жюри:
- Фокус группа и представители прессы;
- Ученые и эксперты;
- Профессионалы в области дизайна.

При этом используется специальные анкеты, содержащие 11 критериев оценки и учитывающие вес каждого параметра в отдельности.
На сегодняшний момент жюри A’Design Award состоит из 212 профессионалов в области дизайна, представителей прессы и ученых из разных стран мира.

## Уровни наград
Ежегодно в каждой категории заявляются тысячи работ. В зависимости от общего полученного количества очков, каждой работе присваивается свой статус – от участника до обладателя премии.
Премии носят названия металлов, и ранжируются между собой в зависимости от ценности соответствующего металла. Также существуют дополнительные и специальные призы.

## Музей и выставки
Проекты, победившие в конкурсе и получившие наивысшие оценки, выставляются в собственном музее премии, расположенном в Комо, а также отправляются на крупнейшие выставки дизайна в разных странах мира.

## Церемония награждения
Церемония награждения традиционно проходит в формате торжественного гала-вечера, в стенах исторической виллы Олмо или театра Сочиале, Комо, Италия.
На мероприятие приглашаются победители, представители прессы и руководители отрасли.

## Дополнительная информация
Среди призеров премии A’Design Award были такие известные бренды, как: Samsung, Coca Cola, Nike, Nestle, Nissan, Electrolux, Lenovo, Bridgestone, Disney и др.
В разные годы премия A’Design находилась под патронажем: Международной федерации архитекторов и дизайнеров интерьеров (IFI), Международного совета коммуникационного дизайна (ico-D), Международного совета обществ промышленного дизайна (Icsid), Бюро европейских дизайнерских ассоциаций (beda), департамента культуры Комо.